# Adromischus phillipsiae
Adromischus phillipsiae là một loài thực vật có hoa trong họ Crassulaceae. Loài này được (Marloth) Poelln. miêu tả khoa học đầu tiên năm 1940.